# André Ruffieux
Pour les articles homonymes, voir Ruffieux (homonymie).
André Ruffieux, né le 28 novembre 1912 à Charmey et mort le 29 novembre 2009 à Genève, est une personnalité politique suisse membre du Parti démocrate-chrétien.

## Biographie
Fils d'un charpentier, il quitte sa Gruyère natale pour Genève à l'âge de 15 ans. Commissionnaire dans un grand magasin, il entre aux PTT et est fonctionnaire postal en uniforme jusqu'à son entrée au gouvernement. 
Il est député indépendant chrétien-social (auj. PDC) au Grand Conseil du Canton de Genève de 1951 à 1961 et syndicaliste ; il fonde notamment le mouvement des Jeunes Travailleurs. Élu au Conseil d'État, il dirige le département du commerce, de l'industrie et du travail pendant 12 ans, soit du 3 décembre 1961 au 17 décembre 1973, période pendant laquelle il préside le gouvernement en 1966. Parmi ses réalisations, on lui doit le Palais des expositions et l'extension et la modernisation de l'aéroport qui suscite alors une forte opposition. 
Après son départ du Conseil d'État, il préside le Conseil d'administration des ports francs de l'État, puis l'Office du tourisme et le Comité d'organisation de la Fête fédérale de gymnastique de 1978.

## Sources
1. ↑  Article André Ruffieux dans le Dictionnaire historique de la Suisse en ligne.
2. 1 2  « Ancien Conseiller d'État André Ruffieux n'est plus », Genève Home Informations,‎ 2 décembre 2009 (lire en ligne)
3. ↑  Ernest Weibel, Politique et Conseils d'État, Fribourg, Éditions universitaires, 1996, p. 107
4. ↑  Henri Villy, « La République compte onze anciens présidents du Conseil d'État », Journal de Genève,‎ 1er mars 1975 (lire en ligne)